# Alexander de Goede

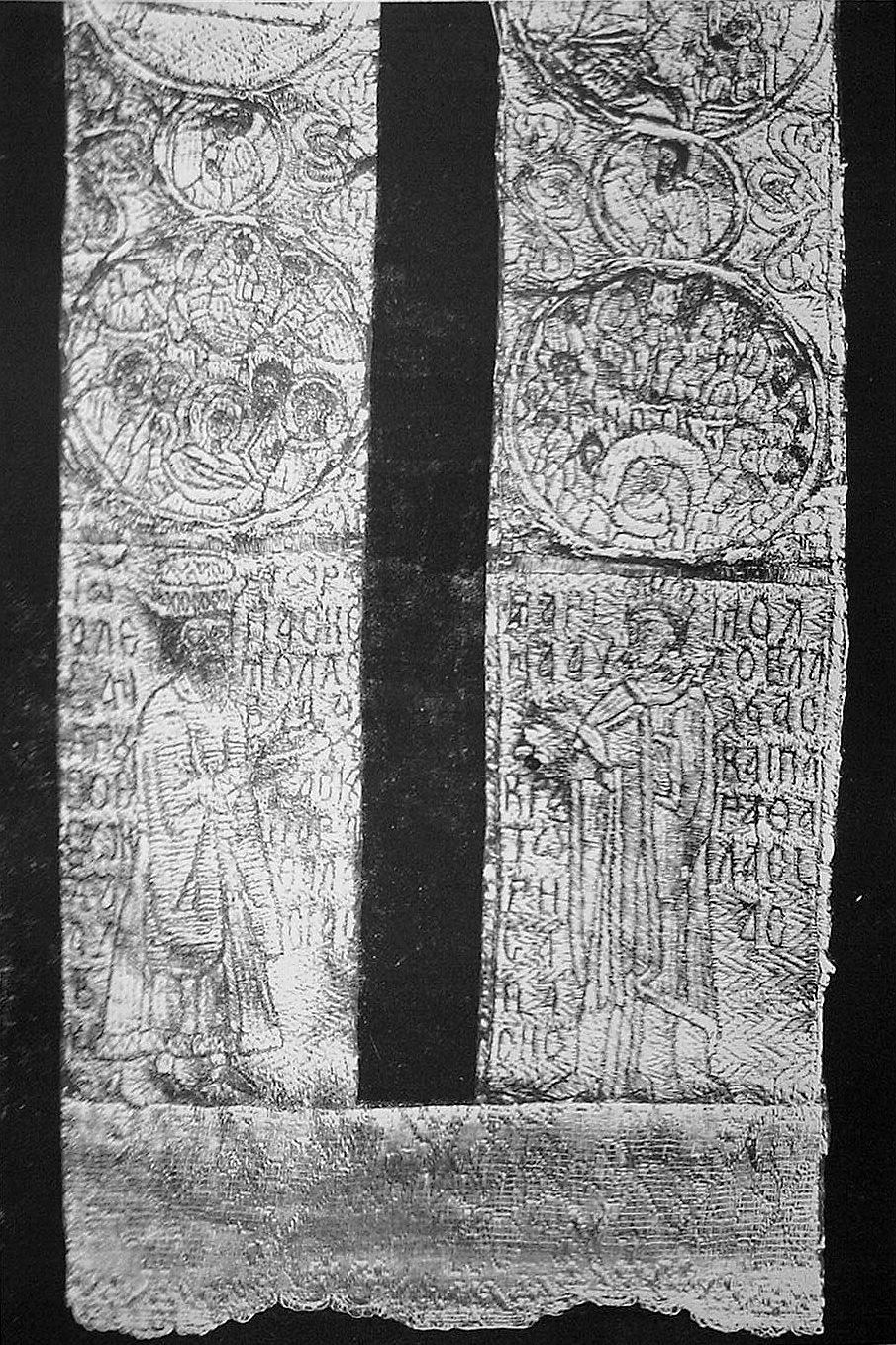
Alexander de Goede en Mariana

Alexander de Goede (Roemeens: Alexandru cel Bun) (? - 1 januari 1432) was de zoon van Roman I Muşat en vorst van Moldavië tussen 1400 en 1432. Hij volgde Iuga van Moldavië op en werd zelf door Iliaș van Moldavië opgevolgd. Hij regeerde gedurende 32 jaar en wordt herinnerd als een uitstekend heerser en diplomaat.

## Leven
Alexander heeft vier vrouwen in zijn leven gehad: Margareta Loszonc, Ana Neacșa, Rymgajla (gescheiden in 1421) en Mariana en minstens drie concubines. Hij had 24 zonen (waarvan sommigen een bastaard waren), waarvan zes Moldavië hebben geregeerd. Ook had hij 17 dochters. Vlad II Dracul, vorst van Walachije en de beroemde vader van Vlad Țepeș (Dracula), was ook familie van Alexander.

## Binnenlands beleid
Alexander heeft voor verbeteringen van de handel gezorgd. Hij maakte het makkelijker voor handelaars van Lviv (1408) en Krakau (1409) om handel te drijven in Moldavië. Ook heeft hij voor vele handelsroutes gezorgd, bijvoorbeeld tussen Cetatea Albă en Polen. Verder heeft hij de havens van Cetatea Albă, Brăila en Chilia uitgebreid.
Hij ondersteunde de kunsten. Van enkele kunstschilders aan zijn hof zijn de namen bekend: Nikita, Dobre en Stefan. Mooie voorbeelden van iconen, stoffen en verluchte handschriften uit zijn regeerperiode werden overgeleverd. Een bekend voorbeeld is het Evangeliarium van prinses Mariana (1429) verlucht door Gavril Uric.
Alexander deed schenkingen aan de kloosters Moldovița, Probota, Humor, Bistrița en Neamț.

## Buitenlands beleid
Zijn bedoeling was om Moldavië te verdedigen tegen grote vijandige legers, want in die periode waren er vele invallen van de Tataren en Ottomanen etc. Toch heeft hij oorlogen gevoerd. Samen met Walachije en Polen vochten ze een aantal keren tegen Hongarije. In 1402 werd Alexander een vazal van de Poolse koning Wladislaus II. Dit verdrag werd vernieuwd in 1404, 1407, 1411 en 1415.
Alexander heeft ook deelgenomen aan twee veldslagen tegen de Duitse Orde, in 1410 bij Grunwald en in 1422 bij  Marienburg. Hij heeft de Walachijse vorsten Radu II Chelul, in 1418-1419 en Alexandru I Aldea in 1429 geholpen bij de verovering van Chilia.
In 1431, na een territoriumclaim en nadat Polen zijn vazalstaat in de steek liet bij een Ottomaanse aanval in 1420, liet Alexander zijn legers Polen binnenvallen. Dit maakte een einde aan het verdrag (van Suceava) op 18 november.
Alexander heeft voor een einde gezorgd van het conflict tussen de Moldavische Oosters Orthodoxe Kerk en het Patriarch van Constantinopel.